# Тшцянка (гміна Вільґа)
Тшцянка (пол. Trzcianka) — село в Польщі, у гміні Вільґа Ґарволінського повіту Мазовецького воєводства.
Населення — 424 особи (2011).
У 1975-1998 роках село належало до Седлецького воєводства.

## Демографія
Демографічна структура станом на 31 березня 2011 року:
|          | Загалом | Допрацездатний вік | Працездатний вік | Постпрацездатний вік |
| -------- | ------- | ------------------ | ---------------- | -------------------- |
| Чоловіки | 211     | 47                 | 125              | 39                   |
| Жінки    | 213     | 32                 | 110              | 71                   |
| Разом    | 424     | 79                 | 235              | 110                  |